# Кузнецов, Леонид Григорьевич
Кузнецов Леонид Григорьевич (род. 19 июля 1947) — доктор технических наук, профессор, заслуженный машиностроитель РФ, Лауреат премии Правительства Российской Федерации в области науки и техники, член-корреспондент Санкт-Петербургской инженерной академии, академик Международной академии холода, генеральный директор АО «Компрессор».

## Биография
Кузнецов Леонид Григорьевич родился 19 июля 1947 года в Кадуйском районе Вологодской области. В настоящее время генеральный директор — главный конструктор АО «Компрессор» (г. Санкт-Петербург).

### Образование
В 1966 году закончил Ленинградский монтажный техникум.
В 1975 году — Ленинградский политехнический институт (в настоящее время ФГАОУ ВО СПбПУ), энергомашиностроительный факультет.
В 1998 г. — Международный банковский институт по антикризисному управлению предприятием; защитил диссертации.
В 1994 году кандидатскую по теме «Совершенствования рабочего цикла двигателя внутреннего сгорания при работе на альтернативном топливе» и присвоено звание кандидат технических наук.
В 2001 году докторскую по теме поршневые детандеры и присвоено звание доктор технических наук.
С 2007 года — профессор. Специалист в области разработки и освоения компрессорного оборудования. Автор 157 научных трудов, 83 патентов.

### Карьера
В период с 1967 по 1969 годы служил в ВС СССР на космодроме «Байконур».
С 1969 по 1971 годы работал на Череповецком металлургическом заводе, механиком цеха.
С 1971 года работает в АО «Компрессор».
В период с 1983 по 1988 годы работает в Ленинградском обкоме КПСС, инструктором отдела оборонной промышленности.
С 1988 по 1995 годы главный инженер ПО «Компрессор».
В 1995 году Л. Г. Кузнецов избран генеральным директором.
С 2002 года по настоящее время генеральный директор — главный конструктор АО «Компрессор». Руководство предприятием совмещает с преподавательской деятельностью. С 2002 г. читает 3 курса в ФГБОУ ВПО «СПбНИУ ИТМО» и руководит научными работами магистров и аспирантов. Внес значительный вклад в создание нового типа компрессоров с аксиально-поршневой схемой движения (более низкий уровень виброакустических характеристик), уникальных испытательных и измерительных стендов. Ряд научных трудов посвящены созданию:
— поршневых компрессоров с сухим картером;
— экологически чистых источников холода, в качестве которых приняты расширительные машины — детандеры;
— новых конструкций автомобильных газонаполнительных компрессорных станций; газобаллонной аппаратуры;
— установки подготовки топливного и импульсного газов;
— оборудования для компрессорных станций по транспортировке и хранению газа.
При непосредственном участии Кузнецова Л.Г создаются несколько поколений высокоавтоматизированного компрессорного оборудования на различные рабочие среды для нужд:
— ВМФ (в том числе авианесущих кораблей, подводных и надводных ракетоносцев);
— Первой плавучей атомной электростанции;
— компрессорные установки для ракетных комплексов войск стратегического назначения и ПВО,
— для ракетных стартовых комплексов наземного и морского базирования (в том числе «Морской старт»), для космодромов «Байконур», «Плесецк», «Восточный».
Серийно изготавливаются компрессорные станции и блоки осушки для энергетики, МЧС (для заправки баллонов воздухом, пригодным для дыхания), пищевой и химической промышленности; автомобильные газонаполнительные компрессорные станции (АГНКС), разработаны компрессоры для грузовых локомотивов и др. Возобновлен выпуск винтовых компрессоров с возможностью размещения в здании цеха или в блок-контейнере на открытой площадке. Осуществлены поставки оборудования на компрессорные станции Северо-Европейского газопровода. Для газопровода «Южный поток» также была поставлена продукция АО «Компрессор».
В рамках реализации ФЦП, направленных на создание опережающего научного задела и технологий по разработке перспективной техники, повышения конкурентоспособности продукции и сохранения ведущих позиций на рынке компрессоростроения, под руководством Л. Г. Кузнецова создается компрессор без смазки на высокое давление, компрессоры пускового воздуха.
На предприятии проводится активная работа с ВУЗами по подготовке кадров для предприятия. Л. Г. Кузнецов сформировал инициативную рабочую группу по созданию новой техники.
Активная жизненная позиция, инженерная интуиция и обширные научные знания, а также решительность Л. Г. Кузнецова в принятии нетрадиционных технических решений являются слагаемыми успешного руководства предприятием.

## Семья и увлечения
Женат, имеет сына. Увлекается подводным плаванием, путешествиями.

## Награды и звания
- 1985 г. — Орден «Знак почета»
- 2003 г. — Орден «Почета»
- 2009 г. — Орден «За заслуги перед отечеством» IV степени
- 2013 г. — Лауреат премии Правительства Российской Федерации в области науки и техники
- 2016 г. — Орден Александра Невского
- Присвоено почетное звание: «Заслуженный машиностроитель Р.Ф.»,
- «Почетный судостроитель»;
- Медаль «300 лет Российскому Флоту».
- Член международных академий: инженерной академии холода, информатики, С-Петербургской инженерной академии.
- Член Промышленного совета г. Санкт-Петербурга, Ассоциации компрессорщиков и пневматиков (АСКОМП), Ассоциации промышленных предприятий (АПП) г. Санкт-Петербурга, Маркетинг-клуба г. Санкт-Петербурга;
- Член редакционных Советов журналов «Компрессорная техника и пневматика», «Морской вестник»;
- Член попечительского Совета ФГБОУ ВПО «СПбГПУ»,
- Председатель Центральной ревизионной комиссии Общероссийской общественной организации «Союз машиностроителей России».